# Округ Џеферсон (Тенеси)
Округ Џеферсон (енгл. Jefferson County) је округ у америчкој савезној држави Тенеси.

## Демографија
По попису из 2010. године број становника је 51.407, што је 7.113 (16,1%) становника више него 2000. године.
| Група             | 2000.          | 2010.          |
| Белци             | 42.102 (95,1%) | 47.738 (92,9%) |
| Афроамериканци    | 1.027 (2,3%)   | 1.048 (2,0%)   |
| Азијати           | 118 (0,3%)     | 213 (0,4%)     |
| Хиспаноамериканци | 588 (1,3%)     | 1.619 (3,1%)   |
| Укупно            | 44.294         | 51.407         |